# Cerificazione
La cerificazione è una modificazione che può subire la parete di una cellula vegetale e che ha la funzione di rinforzare l'impermeabilizzazione di alcune epidermidi, depositandosi sulla cuticola, sotto forma di scagliette, granuli o bastoncelli. Le secrezioni cerose conferiscono agli organi un aspetto biancastro e vellutato, ne sono esempi le foglie di cavolo, il tulipano.
Quando le secrezioni sono sotto forma di granuli, questi vanno a costituire le pruine, che si trovano ad esempio nell'uva; se invece la secrezione è a scaglie, come avviene nelle foglie della Copernicia cerifera, tali secrezioni vengono usate per produrre la cera di carnauba che, grazie alla sua particolare resistenza, è molto usata a livello industriale per produrre cere per mobili e lucidi per scarpe.